# Kreuzfeuer (Album)
Kreuzfeuer ist das zehnte Studioalbum der Gruppe Subway to Sally. Es erschien am 27. März 2009 beim Label Nuclear Blast.

## Allgemeines
Ursprünglich sollte das Album einen Titel wie „rastlos“ oder „ruhelos“ tragen.
Das Lied Besser du rennst spielte die Band bereits vor der Veröffentlichung des Albums auf verschiedenen Konzerten, von diesem Song wurde auch sehr früh ein Video gedreht und für die Öffentlichkeit freigegeben. In den Wochen vor dem Erscheinen des Albums wurden auf der offiziellen Website kurze Musikausschnitte von allen Tracks der CD veröffentlicht, an deren Ende jeweils ein Kommentar des Leadsängers Eric Fish zu hören ist. Zudem wurde dort ein vierteiliges Making-Of des Albums sukzessive veröffentlicht.
Die Tour zum Album begann am 16. April 2009 in Bielefeld und endete am 2. Mai in Leipzig. Zudem wurden von der Band einige Festival-Auftritte im Sommer und eine Weihnachtstour gegen Ende des Jahres angekündigt. Weiterhin wird es Anfang 2010 eine zweite Akustik-Tour mit dem Namen Nackt II geben, die sich am Album orientieren soll.

## Musik und Texte
Die Band veröffentlichte mit diesem Jubiläumsalbum ein Werk, das Elemente aus älteren Alben aufgreift und doch eine eigene musikalische Note hat. Es orientiert sich dabei an seinem Vorgängeralbum Bastard, wenn auch untergewichtig, und weit stärker an sehr viel älteren Alben wie Bannkreis oder besonders an dem sehr „harten“ Album Engelskrieger, das durch seine starken Metalelemente einen neuen musikalischen Weg der Band einleitete.
Die folkigen Elemente treten bei Kreuzfeuer weiter in den Hintergrund, besonders bei den Liedern Einsam und Aufstieg, im Gegenzug konzentriert man sich eher auf orientalische Bestandteile, wie bei den Liedern Krähenkönig und Judaskuss. Es sind auf dem Album allerdings auch Lieder enthalten, die sich wiederum an älteren, folkigeren Alben orientieren, wie Die Jagd beginnt und So fern, so nah. Somit reifte weithin die Meinung, das Werk sei ein guter Querschnitt durch die Bandgeschichte, welches dennoch viele neue Elemente enthält. Im Gegensatz zu allen vorherigen Alben konzentriert man sich zum Beispiel vor allem auf die Refrains, die Strophen treten eher in den Hintergrund. Zudem wird das erste Mal auf ein recht exotisches Instrument zurückgegriffen, die Geyerleier.
Aufstieg ist eine Reflexion der Gesellschaft, die sich selbst immer höher und höher treibt und nur den Erfolg anerkennt, bis diese sich „wie Ikarus die Flügel verbrennt“ und zur Erde zurückstürzt. Judaskuss betrachtet den Verrat Jesu aus dem Licht, dass ohne den Verrat des Judas Jesus nicht am Kreuze gestorben wäre und die christliche Kultur nicht in der heutigen Form existieren würde. Diese Betrachtung geschieht ohne religiöse Wertung, die meisten Bandmitglieder sind nichtgläubig. Besser du rennst, die erste Single, welche im Vergleich zu den anderen Titeln des Albums sehr rockig ist und als recht untypisch empfunden wird, beleuchtet die Meinung, dass Stillstand tödlich sei. Man muss reflektieren, wie das eigene bisherige Leben verlaufen ist und ob man glücklich ist. Wenn nicht, muss man vielleicht alles liegen lassen und losrennen. In So fern, so nah wird der Fall angesprochen, wenn man sich einem Menschen zugleich sehr nah fühlt und gleichzeitig eine tiefe Distanz oder Unverständnis empfindet. Die Jagd beginnt beschreibt eine Jagdszene, die an alte Werke der Band erinnern lässt, es geht schlicht um „Jäger“ und „Beute“. Einsam richtet sich an jene Menschen, die aus einer Gesellschaft oder einer Situation entfliehen und „einsam untergehen wollen“, eine recht ichbezogene und verbitterte Einstellung. Das nächste Lied, das erste Duett der Band, Komm in meinen Schlaf wurde mit der Sängerin Sotiria Schenk der Band Eisblume aufgenommen, die durch eine Coverversion von Subway to Sallys Lied Eisblumen bekannt ist. Dabei übernimmt sie den hoffnungsvollen Part („trockne meine Tränen“) und Eric Fish den bösen, vernichtenden Part („ich mach dir neue Tränen“). Das Akustikstück Angelus konzentriert sich weniger auf den Text als auf die vielschichtigen Geigenläufe. Angesprochen wird hierbei die Ansicht einer Begehrten durch den Verliebten, der diese in höchsten Tönen lobt, sich aber mit dem Glück, das er erfährt, nicht zufriedengibt, da er nicht aufhören kann, alles zu hinterfragen, und so alles verliert. Krähenkönig stützt sich sehr auf orientalische Klänge, die E-Gitarre wird hierbei überhaupt nicht verwendet. Es handelt von einem verlassenen König, der sich nach seinem früheren Leben sehnt. Niemals lässt sich auf die Aussage des Refrains reduzieren, nicht zurückzuweichen und seine Individualität nicht aufzugeben. Das zweite, sehr balladenhafte Akustikstück Versteckt behandelt das Thema, dass man das Richtige auch zur passenden Zeit tun muss. Vater, ein bombastisches Stück, übt Kritik an den sogenannten „U-Boot-Christen“, die sich nur dann auf ihre Religion stützen, wenn es ihnen schlecht geht oder ein Feiertag ansteht.

## Titelliste
1. Aufstieg – 3:46
2. Judaskuss – 4:11
3. Besser du rennst – 4:06
4. So fern so nah – 4:51
5. Die Jagd beginnt – 3:03
6. Einsam – 4:15
7. Komm in meinen Schlaf – 4:42
8. Angelus – 5:13
9. Krähenkönig – 4:23
10. Niemals – 4:19
11. Versteckt – 4:22
12. Vater – 5:42

## Singleauskopplungen
Am 6. März 2009 wurde Besser du rennst als Singleauskopplung veröffentlicht. Sie enthält den Song Besser du rennst in Original- und Radiofassung.